# Franciszek Greniuk
Franciszek Greniuk (ur. 30 sierpnia 1927 w Ornatowicach) – polski duchowny katolicki, emerytowany nauczyciel akademicki Wydziału Teologii Katolickiego Uniwersytetu Lubelskiego Jana Pawła II.

## Życiorys
11 maja 1942 wstąpił do AK, ps. „Żwirko” (w 2004 otrzymał awans na stopień majora Wojska Polskiego). W latach 1947–1952 odbył na KUL-u studia filozoficzno-teologiczne na kursie zwyczajnym. Święcenia kapłańskie przyjął 23 marca 1952. W latach 1975–1982 był rektorem Wyższego Seminarium Duchownego w Lublinie.
Skierowany na studia doktoranckie z teologii moralnej przygotował i obronił (6 grudnia 1956) rozprawę doktorską pt. Nauka św. Tomasza z Akwinu o normach moralności. W 1973 obronił rozprawę habilitacyjną pt. Tomasz Młodzianowski teolog moralista XVII wieku. W latach 1974–1992 kierował Katedrą Historii Teologii Moralnej Wydziału Teologii KUL. Od 1996 kierownik i wykładowca w Katedrze Etyki Prawniczej w Zamiejscowym Wydziale Nauk Prawnych i Ekonomicznych KUL w Tomaszowie Lubelskim.
Tytuł docenta uzyskał w 1975, a profesora nadzwyczajnego w 1992. 7 grudnia 2006 na KUL-u miało miejsce odnowienie doktoratu. W latach 1992–2002 pełnił funkcję wikariusza generalnego i kanclerza Kurii Diecezjalnej – odznaczony godnością protonariusza apostolskiego – w diecezji zamojsko-lubaczowskiej. 16 lutego 2007 odebrał z rąk prezydenta Rzeczypospolitej Polskiej Lecha Kaczyńskiego nominację profesorską.
Jest autorem ponad 260 publikacji oraz 40 haseł w Encyklopedii Katolickiej KUL.
18 października 2009 został odznaczony Krzyżem Oficerskim Orderu Odrodzenia Polski.

## Publikacje
- Tomasz Młodzianowski teolog moralista XVII wieku (Lublin 1974)
- Katolicka teologia moralna w poszukiwaniu własnej tożsamości (Lublin 1993)
- Teologia moralna w swej przeszłości (Sandomierz 2006)
- Studia z teologii moralnej (Sandomierz 2006)
- Nauka Św. Tomasz z Akwinu o normach moralności (Sandomierz 2006)